# Гуцзинь тушу цзичэн

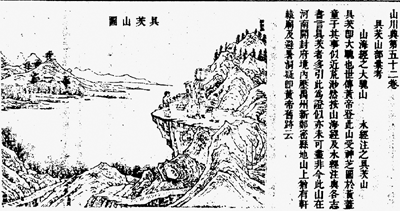
Разворот двойной страницы с ксилографической иллюстрацией

Гуцзинь тушу цзичэн (кит. трад. 古今圖書集成, упр. 古今图书集成, пиньинь Gǔjīn túshū jíchéng — «Полное собрание книг древности и современности») — китайская энциклопедия XVIII века в традиционном жанре лэйшу, первая национальная энциклопедия Китая, сохранившаяся до наших дней в полном объёме, и самая большая из ныне существующих бумажных энциклопедий на Земле. Основной текст включает 10 000 цзюаней, около 160 000 000 иероглифов.

## История создания
В 1701 году по приказу императора Канси воспитатель наследного принца Чэнь Мэнлэй приступил к составлению большой энциклопедии по образцу минского свода. Черновой вариант был представлен императору в 1706 году, после высочайшего одобрения Чэнь Мэнлэй мог привлекать к работе учёных академии Ханьлинь и пользоваться императорской библиотекой. В 1722 году Чэнь Мэнлэй представил окончательный вариант, который был утверждён к печати. Однако вступивший на престол новый император Юнчжэн расправился со своими братьями, в опалу попал и Чэнь Мэнлэй. Хотя рукопись была конфискована, император велел подвергнуть её редактированию, для чего был создан специальный комитет во главе с Цзян Тинси. В 1726 году работа была закончена, император одобрил её и написал предисловие. В 1728 году были отпечатаны 64 комплекта энциклопедии под названием «Высочайше установленное полное собрание книг древности и современности» (кит. трад. 欽定古今圖書集成, пиньинь Qīndìng gǔjīn túshū jíchéng).
Энциклопедия привлекла внимание зарубежных синологов. Поскольку она предназначалась для интеллектуалов, получивших традиционное китайское образование, использование иностранцами было затруднительно. Поэтому английский исследователь Лайонел Джайлс (1875—1958) выпустил специальный указатель к энциклопедии на английском языке. С 1972 года биобиблиографический указатель выпускается в Японии.

## Содержание
Каждая книжка-бэнь первого издания включала 2 цзюаня текста. Их формат — 27,5 × 17,5 см, они составлялись в футляры-хань, в каждом из которых было по 8—10 бэней. Полный комплект первого издания из коллекции Британского музея был переплетён по-европейски в 745 томов.
В отличие от фонетической системы Юнлэ дадянь, Гуцзинь тушу цзичэн построена по принципу рубрикации. Весь свод разделён на 6 сборников:
| Сборники-бянь (編)     | Разделы-дянь (典)               | Рубрики-бу (部) | Число цзюаней | Предметное содержание категории                                                                                                   |
| Небесные тела          | Звёздное небо                   | 21              | 100           | Небо и Земля, Солнце и Луна, Звёзды и созвездия, ветра, облака, дождь, огонь                                                      |
| Небесные тела          | Сезоны                          | 43              | 116           | Весна, лето, осень, зима, «небесные стволы и земные ветви», утро, вечер, день и ночь                                              |
| Небесные тела          | Календарь                       | 6               | 140           | Летосчисление, небесный глобус, часы, топография, способы исчисления, числовая категория                                          |
| Небесные тела          | Разные знамения                 | 51              | 188           | Небесные знамения, необыкновенные явления на Солнце, ураганы и торнадо, землетрясения, бедствия от наводнений, изобилие и недород |
| Земли                  | Колесница жизни                 | 21              | 140           | почва, глина, минералы, воды, источники, шахты и скважины, географические карты, основание городов                                |
| Земли                  | Провинции, дани и подати        | 223             | 1544          | столица, центральные и местные административные единицы в хронологической последовательности от времени их основания              |
| Земли                  | Горы и реки                     | 401             | 320           | Горы, озёра, моря |
| Земли                  | Окраины                         | 542             | 140           | Корея, Япония, Синьцзян, Индия, Рюкю                                                                                              |
| Правила нравственности | Императорские установления      | 31              | 300           | Правитель и подданные, императорские анналы, подбор чиновников, речи советников                                                   |
| Правила нравственности | Царские покои                   | 15              | 140           | Жёны и наложницы, фрейлины, принцессы крови, зятья императора                                                                     |
| Правила нравственности | Обязанности чиновников          | 65              | 800           | Академия Ханьлинь, дворцовое министерство, военные чины, провинциальные управы                                                    |
| Правила нравственности | Семейные установления           | 31              | 116           | Предки и потомки, отец и мать, братья, сёстры, младшие члены семьи, рабы и слуги                                                  |
| Правила нравственности | Дружеские отношения             | 40              | 120           | Друзья-помощники, учитель и ученики, приятельские отношения, просители, прощание                                                  |
| Правила нравственности | Фамилия и род                   | 2696            | 640           | Установления кланов: головной род, второстепенные роды, носящие одну фамилию, второстепенные роды с разными фамилиями             |
| Правила нравственности | Человек                         | 97              | 112           | Зрение, слух, обоняние, вкус, мастерство, возраст, титулования, темперамент                                                       |
| Правила нравственности | Женщины                         | 17              | 376           | Женские покои, целомудрие, взаимоотношения в доме                                                                                 |
| Гуманитарные науки     | Искусства и мастерство          | 43              | 824           | Земледелие, врачевание, гадания, астрология, каллиграфия, игра в шашки, магия                                                     |
| Гуманитарные науки     | Сверхъестественное              | 70              | 320           | Божества, духи и нави, буддизм, даосизм, отшельники, нечистая сила                                                                |
| Гуманитарные науки     | Птицы, животные и насекомые     | 317             | 192           | Птицы, дикие животные, домашние животные, насекомые                                                                               |
| Гуманитарные науки     | Категории растений              | 700             | 320           | Травы, древесина, цветы, пять злаков, лекарственные растения                                                                      |
| Естественные науки     | Канонические книги              | 66              | 500           | Конфуцианские каноны, историческая литература, местные описания, философы                                                         |
| Естественные науки     | Образованность и нравственность | 97              | 300           | Принципы, долг и выгода, бескорыстие и стыд, эрудиция, образованность                                                             |
| Естественные науки     | Литература                      | 49              | 260           | Стили и жанры, поэзия, биографии писателей                                                                                        |
| Естественные науки     | Письменность                    | 24              | 160           | Произношение и значение иероглифов, каллиграфия, «четыре драгоценности», эпиграфика                                               |
| Экономика и управление | Просвещение                     | 29              | 136           | система школ, экзамены кэцзюй, сословия, мелкие чиновники                                                                         |
| Экономика и управление | Аттестация                      | 12              | 120           | Штатное расписание, жалованье, контроль, повышение по службе, отставка                                                            |
| Экономика и управление | Товары и деньги                 | 83              | 360           | Подворные переписи, земельные угодья, налоги и повинности, деньги, снабжение продовольствием, ткачество                           |
| Экономика и управление | Этикет и церемониал             | 70              | 348           | Церемонии и музыка, брачные ритуалы, похороны и траур, присуждение посмертных титулов и рангов                                    |
| Экономика и управление | Музыка                          | 46              | 136           | Песни, танцы, колокольная музыка, исполнение на цинь и сэ,                                                                        |
| Экономика и управление | Военная администрация           | 30              | 300           | Организация армии, военное искусство, стратегия, военные уловки, вооружения                                                       |
| Экономика и управление | Награды и наказания             | 26              | 180           | Законоуложения, судебные институты, уголовные законы, помилование                                                                 |
| Экономика и управление | Ремесло и общественные работы   | 155             | 252           | Меры и весы, строительство укреплений, строительство мостов, царские дворцы, инструменты и орудия                                 |

Каждый «сборник» включает разделы — всего 32, в свою очередь делящихся на 6109 (или 6117) «рубрик». Весь материал построен в хронологическом порядке, а каждая рубрика снабжена резюме. Рубрика-бу может включать девять типов материала, но они не всегда используются совместно для каждой из них:
1. Обобщение (кит. трад. 匯考, упр. 汇考, пиньинь huìkǎo);
2. Введение (кит. трад. 縂論, упр. 总论, пиньинь zǒnglùn);
3. Иллюстрации и таблицы (кит. трад. 圖表, упр. 图表, пиньинь túbiǎo);
4. Биография (кит. трад. 列傳, упр. 列传, пиньинь lièzhuàn);
5. Литературные аллюзии (кит. трад. 藝文, упр. 艺文, пиньинь yìwén);
6. Избранные стихи (кит. трад. 選句, упр. 选句, пиньинь xuǎnjù);
7. Описания событий (кит. трад. 紀事, упр. 纪事, пиньинь jìshì);
8. Разные заметки (кит. трад. 雜錄, упр. 杂录, пиньинь zálù);
9. Дополнительные сведения (кит. трад. 外編, упр. 外编, пиньинь wàibiān).

В энциклопедии использованы 3525 источников, всего приведено около 77 000 цитат, некоторые используются по несколько раз, иллюстрируя разные темы.
Энциклопедия свидетельствует о прогрессе науки в позднесредневековом Китае. Вслед за тремя разделами, отражающими конфуцианские представления о трёх началах — Небе, Земле и человеке, следует блок «Естествознание», в котором имеются обширные сведения о флоре и фауне, однако и сверхъестественных явлениях. В энциклопедии множество биографий исторических персонажей, в частности, конфуцианцев, мудрецов. Раздел «Прославленные жёны» занимает 313 цзюаней. Имеются разделы о математике и геометрии. Поскольку составители энциклопедии включали в неё тексты целиком, она сохранила множество древних источников, утраченных в более поздние времена, являясь одновременно энциклопедией и антологией текстов разных эпох.

## Издания
Первое издание энциклопедии было осуществлено медным шрифтом в 1728 году в зале Уиндянь императорской резиденции. Тираж его составил 64 экземпляра; полные комплекты энциклопедии были помещены в книгохранилища библиотеки «Сыку цюаньшу». Стоимость полного издания могла составлять до 10 000 лянов серебра. В современных библиотеках КНР сохранились пять полных комплектных экземпляров первого издания. В 1884—1888 годах в Шанхае английский издатель Эрнест Мэйджер (основатель газеты «Шэньбао») выпустил наборное издание тиражом 1500 экземпляров, которое получило широкое распространение, хотя содержало ошибки и опечатки. В 1889 году императорским указом Цзунли ямэнь начал выпуск исправленного издания, которое включало 24 тома дополнений. В 1894 году печатней «Тунвэнь гуань» было выпущено 100 комплектов этого издания с тщательной редакторской правкой, сверенных с первым изданием. В 1934 году шанхайская фирма «Чжунхуа шуцзюй» выпустила его фотолитографическую копию уменьшенного формата в 808 томах. Это же издание было повторено в 1985 году в 121 томе. В 2006 году национальная библиотека Китая выпустила факсимильное переиздание первого издания тиражом 50 экземпляров, стоимость каждого из которых может достигать полумиллиона юаней. Кроме того, в 1977 году на Тайване было выпущено 78 цзюаней «Предварительного проекта продолжения Гуцзинь тушу цзичэн» (古今圖書集成續編初稿), которое имитирует структуру оригинала, используя тексты цинских изданий, выпущенных после правления императора Канси.